# Як цуп цоп
«Як цуп цоп» (также англ. Loituma Girl или Leekspin) — 27-секундный флеш-ролик, в котором использован фрагмент песни «Ievan Polkka» финской фолк-группы Loituma из их дебютного альбома 1995 года Things of Beauty. Широко распространился по каналам Интернета в конце апреля 2006 года.
В качестве видеоряда использованы 4 кадра с изображением Орихимэ Иноуэ, героини популярных манги и аниме «Блич».
Совокупность факторов: непривычный для большинства пользователей акцент песни, запоминающаяся мелодия польки, и, в особенности, глупое и счастливое выражение лица анимированной девушки, помахивающей луком (это лук-батун, яп. «нэги»; однако весьма распространено мнение, что это лук-порей), — привела к лавинообразному распространению ролика. За несколько дней он был размещён на многих тысячах сайтов, превратившись таким образом в типичный интернет-мем.

## Видеоряд
В аниме Орихимэ крутит лук-батун в часто повторяемой шутке-рефрене, в которой девушка сообщает другому герою, что собирается что-то приготовить (как правило, нечто очень необычное или откровенно несъедобное).

## Звук
В ролике используется 2-я половина 5-й строфы (4 строки) и вся 6-я строфа (8 строк) из песни «Полька Евы». В отличие от остальной песни, эти строфы не несут в себе никакого смысла и представляют собой фонетический мусор (схоже с направлением скэт в джазе: характерные примеры — песня «Vertigogo» из саундтрека к фильму «Четыре комнаты» и саундтрек из The Neverhood). При исполнении песни эти строфы произвольно меняются и поэтому обычно исключаются из публикуемого текста, что зачастую вызывает недоумение у тех, кто узнал о песне через ролик.
В адаптированной транскрипции (в духе misheard lyrics) использованный в ролике фрагмент выглядит примерно так:
Як цуп цоп парви каридола тык паривила тиц тандула

диби даби дала руп-патирупирам курикан губкая кили-кан-ко.

Ра-цай-цай ариби даби дила бариц дан дила ландэн ландо

абариб факта пари-пари-бари-бери-бери-бери стан дэн лан до.

Я бари ласдэн ландэ яло ара-вара-вара-вара вади вияву.

Барис дан лэн ласдэн ландо бадака-дага-дага ду-ду-де яло!

## Резонанс
После выхода ролика «Ievan Polkka» стала самым вирусным роликом на видеохостингах Youtube и Nico Nico Douga. Наибольшую популярность принесла кавер-версия в исполнении вокалоида Мику Хацунэ. На данный[какой?] момент оригинал имеет в сумме более 9 миллионов просмотров.
На правах интернет-мема с подзаголовком «Як цуп цоп парви каридола» ролик занял третье место на профессиональном конкурсе интернет-деятелей РОТОР-2007 в номинации «Влияние на офлайн».